# Cockburn Harbour
Cockburn Harbour è una comunità di Turks e Caicos, la più grande del distretto di South Caicos. Il suo porto, un tempo, era un centro importante per il commercio regionale e un grande esportatore di sale.

## Economia
Oggi le industrie principali sono la pesca e il turismo.

## Monumenti e luoghi d'interesse

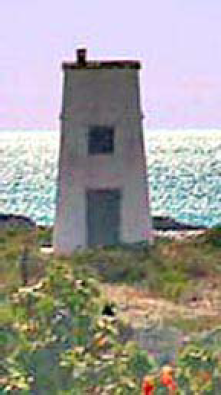
Il faro

- Il faro, costruito nel 1890, è alto 5 m ed è una torre di cemento a base quadrata.